# Web 3.0
Web 3.0 behelst de trend waarbij internettoepassingen meer op elkaar zijn afgestemd, kunnen samengaan of geïntegreerd kunnen worden. Web 3.0 wordt beschouwd als de derde fase in de ontwikkeling van het internet en daarmee een vervolg op Web 2.0.
Web 3.0 is gerelateerd aan het semantisch web. Web 1.0 wordt beschouwd als het web van de documenten, Web 2.0 als het internet waarbij de computergebruiker meer invloed uitoefent door middel van meer interactie.

## Andere definities
Er worden diverse definities gegeven van Web 3.0. Amit Agarwal stelt dat Web 3.0 het semantisch web is. Tim Berners-Lee praat over het semantisch web als de volgende fase van het World Wide Web. In dit semantisch web worden niet alleen teksten semantisch met elkaar verbonden maar ook allerlei andere media zoals foto's, video's en audio. Andrew Keen, auteur van 'De @-cultuur', beargumenteert dat Web 3.0 de terugkeer is van experts en autoriteiten op het Web. CNN Money's Jessi Hempel zegt eenvoudigweg dat Web 3.0 hetzelfde is als Web 2.0 maar dan winstgevend.
Eric Schmidt, CEO van Google, beschrijft Web 3.0 als "een andere manier om internettoepassingen te bouwen". Hij beweert dat in de tijd van Web 2.0 voornamelijk AJAX nieuwe technologische mogelijkheden levert voor het bouwen van webapplicaties. Deze functioneerden meer als applicaties in tegenstelling tot de pagina-gebaseerde Web 1.0-sites. In de periode van Web 3.0 bestaat het web volgens Schmidt uit kleine, snelle en aanpasbare applicaties die tezamen services en functionaliteiten vormen. De data worden opgeslagen in de cloud en deze mini-applicaties worden viraal verspreid. Kevin Kelly gaat verder dan al deze definities en voert een betoog over het web dat zich gedraagt als een computer. Hij meent zelfs dat het web een organisme is en zelfs een logisch vervolg op de evolutie van de mens.

## Nieuw
Net zoals veel van de ontwikkelingen in Web 2.0 niet nieuw waren, zijn ook de ontwikkelingen die Web 3.0 typeren niet allemaal nieuw. Opensourcesoftware en opensourcemodules hebben al veel van de eigenschappen in zich die nu Web 3.0 typeren. De gebruiker zal internet almaar meer als een interactief netwerk beschouwen. Diverse onderdelen opereren dan minder onafhankelijk van elkaar waardoor zoeken en distribueren worden vergemakkelijkt.

## Technische fase
Bij Web 3.0 worden met technische integratie van webservices op het internet verschillende toepassingen aan elkaar gelinkt. Sites worden meer en meer volgens bepaalde protocollen of standaarden ontwikkeld, waardoor uitwisseling van gegevens ook gemakkelijker gaat. Concepten en technologieën die geassocieerd worden met Web 3.0 zijn onder andere Service Oriented Architecture, webservices, open API, opensocial, open datalicense, OpenID, RDF, SPARQL, XMPP en YQL.

## Toekomstmuziek
Onder Web 3.0 zal het praktisch mogelijk worden om maar met één combinatie van gebruikersnaam en wachtwoord toegang te krijgen tot verschillende internettoepassingen. Het wordt dan mogelijk diensten en het beheer van relaties op één manier te managen, net zoals dat kan in een instant messenger. Het wordt meer en meer mogelijk websites te bouwen met modules die voor andere toepassingen zijn ontwikkeld. Softwareprogramma's zouden beschikbaar kunnen worden waarin paletten en services geïntegreerd kunnen worden die door de gebruikers zelf zijn ontwikkeld zoals Google dat met zijn Google Docs al aanbiedt. Socialemediasites worden geïntegreerd aangeboden die automatisch op basis van locatie en context de juiste informatie of functionaliteit bieden of zelfs de wereld representeren zoals in een TED-conferentie met SeaDragon van Microsoft werd gedemonstreerd.
Vooral bij zoekmachines kan deze technologie nuttig zijn. In plaats van zoekmachines te hebben die gericht zijn op je zoekwoorden (kernwoorden), zouden de zoekmachines zich kunnen aanpassen aan de gebruiker. De zoekmachines zullen kernwoorden kunnen zoeken die gebaseerd zijn op je cultuur, regio en het vakjargon dat je gebruikt. Een voorbeeld: als je anno 2011 op vakantie gaat moet je verschillende zoekopdrachten uitvoeren om je vliegtuig te boeken, je hotel te boeken en een auto te huren. Door semantisch te zoeken zal een zoekmachine de resultaten tegelijkertijd en op een overzichtelijke manier presenteren aan de gebruiker.

## Grafische elementen
Applicaties die op het Web 3.0-principe zijn gebaseerd, zijn steeds minder zichtbaar. Deze applicaties zijn als halffabricaat onderdeel geworden van een veelheid aan websites. Wel is er een ontwikkeling die naast het plaatsen op een centrale website, ook content aanbiedt op specifieke websites met verschillende doelstellingen. Waar in Web 2.0 veel websites als portals werden ontwikkeld, een lappendeken met allerlei vlakjes, volgt in Web 3.0 een ontwikkeling naar eenvoudiger websites die meer maatwerk leveren.